# Aleida Assmann
Aleida Assmann (ur. 22 marca 1947 w Bielefeld) – niemiecka profesor nauk humanistycznych, literaturoznawczyni, antropolożka kultury, anglistka i egiptolożka.

## Działalność naukowa
W latach 1966–1972 studiowała filologię angielską i egiptologię na uniwersytetach w Heidelbergu i Tybindze. W 1977 obroniła pracę doktorską (Die Legitimität der Fiktion). W 1992 roku uzyskała tytuł profesora na Uniwersytecie w Heidelbergu, a w 1993 roku uzyskała tytuł profesora na Uniwersytecie w Konstancji w zakresie literatury angielskiej i ogólnej. Była profesorem wizytującym na Uniwersytecie Rice’a w Houston (2000), Uniwersytecie Princeton w New Jersey (2001), Uniwersytecie Yale w New Haven (2002, 2003, 2005), Uniwersytecie Wiedeńskim (2005) i Uniwersytecie Chicagowskim (2007).
Aleida Assmann opublikowała liczne prace z zakresu literatury i kulturoznawstwa. Jej zainteresowania badawcze koncentrują się na antropologii kulturowej, pamięci kulturowej oraz historii komunikacji.
W swojej działalności podjęła się systematyzacji zagadnienia pamięci kulturowej, przyczyniając się do rozwoju nauk humanistycznych na tym polu. Opierając się na teoriach Maurice’a Halbwachsa, wyróżnia poszczególne rodzaje pamięci kulturowej – m.in.: pamięć jako aspekt polityki historycznej, wynikającą z kreacji świadomości historycznej, jak i pamięć zbiorową, będącą obrazem przeszłości, wydobytej ze wspólnych świadectw w obrębie danej grupy. Badaczka w swoich pracach zagadnienie pamięci często odnosi do Holokaustu oraz problemu odpowiedzialności Niemiec za dokonaną zbrodnię, starając się zinterpretować sposób postrzegania przez Niemców swojej przeszłości.

## Życie prywatne
Córka protestanckiego teologa Günthera Bornkamma. Żona egiptologa Jana Assmanna, z którym ma pięcioro dzieci – Vincenta, Davida, Marlene, Valerie, Corinnę – związanych z branżą filmową.

## Nagrody
- 2019 – Medal Erasmusa
- 2018 – Krzyż Zasługi I klasy
- 2018 – Nagroda Pokojowa Księgarzy Niemieckich (z mężem Janem Assmanem)[3]
- 2017 – Nagroda Balzana za badania dotyczące pamięci zbiorowej (z mężem Janem Assmanem)
- 2014 – Nagroda Heinekena w dziedzinie historii
- 2020 – Pour le Mérite za Naukę i Sztukę[4]

## Lista publikacji
Wydania polskie:
- Między historią a pamięcią. Antologia (Warszawa 2013, ISBN 978-83-235-1257-8)[5]
- Wprowadzenie do kulturoznawstwa. Podstawowe terminy, problemy, pytania (Poznań 2015, ISBN 978-83-64864-10-0)[6]

Wydania zagraniczne:
- Die Legitimität der Fiktion. Ein Beitrag zur Geschichte der literarischen Kommunikation (München 1980, ISBN 3-7705-1844-6).
- Arbeit am nationalen Gedächtnis. Eine kurze Geschichte der deutschen Bildungsidee (Frankfurt am Main 1993, ISBN 3-593-34838-1).
- Zeit und Tradition. Kulturelle Strategien der Dauer (Böhlau, Köln, 1999, ISBN 3-412-03798-2).
- z Ute Frevert, Geschichtsvergessenheit – Geschichtsversessenheit. Vom Umgang mit deutschen Vergangenheiten nach 1945 (Stuttgart 1999, ISBN 3-421-05288-3).
- Erinnerungsräume. Formen und Wandlungen des kulturellen Gedächtnisses (München 1999, ISBN 3-406-44670-1)
- Das kulturelle Gedächtnis an der Millenniumsschwelle. Krise und Zukunft der Bildung (Konstanz 2004, ISBN 3-87940-791-6).
- Die Unverzichtbarkeit der Kulturwissenschaften. Mit einem nachfolgenden Briefwechsel (Hildesheim 2004, ISBN 3-934105-06-8).
- Generationsidentitäten und Vorurteilsstrukturen in der neuen deutschen Erinnerungsliteratur (Wien 2006, ISBN 3-85452-517-6)
- Einführung in die Kulturwissenschaft. Grundbegriffe, Themen, Fragestellungen (Berlin 2006, ISBN 3-503-07977-7).
- Der lange Schatten der Vergangenheit. Erinnerungskultur und Geschichtspolitik. (München 2006, ISBN 3-406-54962-4)
- Geschichte im Gedächtnis. Von der individuellen Erfahrung zur öffentlichen Inszenierung(München 2007, ISBN 978-3-406-56202-0).
- pod red. z Jan Assmann, Vollkommenheit (München 2010, ISBN 978-3-7705-4813-2).
- z Geoffrey Hartman, Die Zukunft der Erinnerung und der Holocaust. (Konstanz 2012, ISBN 978-3-86253-017-5).
- Ist die Zeit aus den Fugen? Aufstieg und Fall des Zeitregimes der Moderne. (München 2013, ISBN 978-3-446-24342-2).
- Das neue Unbehagen an der Erinnerungskultur. Eine Intervention (München 2013, ISBN 978-3-406-65210-3).
- Im Dickicht der Zeichen (Berlin 2015, ISBN 978-3-518-29679-0).
- Formen des Vergessens (Göttingen 2016, ISBN 978-3-8353-1856-4).
- Menschenrechte und Menschenpflichten. Schlüsselbegriffe für eine humane Gesellschaft. (Wien 2018, ISBN 978-3-7117-2072-6).
- Der europäische Traum. Vier Lehren aus der Geschichte (München 2018, ISBN 978-3-406-73380-2).